# Волица-Керекешина
Волица-Керекешина (укр. Волиця-Керекешина) — село в Староконстантиновском районе Хмельницкой области Украины.
Население по переписи 2001 года составляло 457 человек. Почтовый индекс — 31121. Телефонный код — 3854. Занимает площадь 1,386 км². Код КОАТУУ — 6824282101.

## Местный совет
31121, Хмельницкая обл., Староконстантиновский р-н, с. Волица-Керекешина